# Ornativalva heluanensis
Ornativalva heluanensis is een vlinder uit de familie tastermotten (Gelechiidae). De wetenschappelijke naam is voor het eerst geldig gepubliceerd in 1913 door Debski.
De soort komt voor in Europa.